# Переслега
Переслега (бел. Пераслега) — деревня в  Поставском районе Витебской области Белоруссии. Входит в состав Дуниловичского сельсовета.

## География
Деревня расположена в 38 км от города Поставы и в 5 км от центра сельсовета. Ближайший населённый пункт — деревня Норица.
В 1,1 км на юго-запад от деревни находится озеро Боровое, относящееся к бассейну реки Голбица. Местность преимущественно равнинная, местами грядисто-холмистая, заросшая лесом, местами болотистая.

## История
C 1921 года в складзе гмін Норица Поставский поветa, Виленское воеводствo. 44 двор, 207 жителей
C 1931 - 44 двор, 198 жителей
С 1940 года - в Дуниловичском сельсовете Дуниловичского района.
С 20.01.1960 года - в Глубокском районе.
С 25.12.1962 года - в Поставском районе.
В 1963 году - 51 двор, 188 жителей, начальная школа.
В 2001 году - 45 дворов, 82 жителя, колхоз "XXV партсъезд".

## Лесничество
Деревянный дом 1920-х годов постройки.